# SN 1997H
SN 1997H – supernowa typu Ia odkryta 5 stycznia 1997 roku w galaktyce A045936-0309. Jej maksymalna jasność wynosiła 22,68m.